# دی هاویلند دونکستر
دی هاویلند دونکستر (به انگلیسی: De_Havilland_Doncaster) یک هواگرد ملخ‌پیشین تک‌موتوره از نوع تک‌باله برد بلند ساخت شرکت د هویلند است. هواگرد دی‌هاویلند دی‌اچ. ۲۹ نخستین پروازش را در ۵ ژوئیه ۱۹۲۱ میلادی انجام داد. در مجموع، تعداد ۲ فروند از این هواگرد ساخته شده‌است.